# Akademia Policyjna
Akademia Policyjna (ang. Police Academy) – film produkcji amerykańskiej z 1984 roku. Komedia w reżyserii Hugh Wilsona okazała się sporym sukcesem, co zapoczątkowało serię filmów o studentach Akademii Policyjnej. Jest to pierwsza z siedmiu części cyklu.

## Obsada
- Steve Guttenberg – Carey Mahoney
- G.W. Bailey – porucznik Harris
- George Gaynes – komendant Lassard
- Michael Winslow – Larvell Jones
- Kim Cattrall – Karen Thompson
- Bubba Smith – Moses Hightower
- Andrew Rubin – George Martin
- Donovan Scott – kadet Leslie Barbara
- Leslie Easterbrook – sierżant Callahan
- Marion Ramsey – Laverne Hooks
- Dan Pawlick
- Brant Von Hoffman – kadet Kyle Blankes
- Georgina Spelvin – prostytutka
- David Graf – Eugene Tackleberry
- Doug Lennox – główny przestępca
- Araby Lockhart – pani Lassard
- Debralee Scott – pani Fackler
- J. Winston Carroll – oficer
- George R. Robertson – chief Henry Hurst
- Bruce Mahler – kadet Douglas Fackler
- Ted Ross – kapitan Reed
- Scott Thomson – kadet Chad Copeland
- Don Lake – pan Wig
- Charles W. Gray (niewymieniony w czołówce) – szalony kelner
- Hugh Wilson (niewymieniony w czołówce) – zdenerwowany kierowca

## Fabuła
Po kontrowersyjnej decyzji pani burmistrz zniesiono wszelkie ograniczenie w przyjmowaniu rekrutów do akademii. Od tej pory policjantem może zostać każdy. Z początkiem nowego roku akademia przeżywa szturm przypadkowych, lecz nietuzinkowych postaci, dla których ma być to szkoła życia, rozrywka, bądź w indywidualnych przypadkach spełnienie marzeń. Zamieszanie próbuje wykorzystać pewien porucznik, który stara się o stanowisko komendanta.